# Stéphane Maltère
 (août 2022).
La mise en forme du texte ne suit pas les recommandations de Wikipédia : il faut le « wikifier ».
Les points d'amélioration suivants sont les cas les plus fréquents :
- Les titres sont pré-formatés par le logiciel. Ils ne sont ni en capitales, ni en gras.
- Le texte ne doit pas être écrit en capitales (les noms de famille non plus), ni en gras, ni en italique, ni en « petit »…
- Le gras n'est utilisé que pour surligner le titre de l'article dans l'introduction, une seule fois.
- L'italique est rarement utilisé : mots en langue étrangère, titres d'œuvres, noms de bateaux, etc.
- Les citations ne sont pas en italique mais en corps de texte normal. Elles sont entourées par des guillemets français : « et ».
- Les listes à puces sont à éviter, des paragraphes rédigés étant largement préférés. Les tableaux sont à réserver à la présentation de données structurées (résultats, etc.).
- Les appels de note de bas de page (petits chiffres en exposant, introduits par l'outil «  Source ») sont à placer entre la fin de phrase et le point final[comme ça].
- Les liens internes (vers d'autres articles de Wikipédia) sont à choisir avec parcimonie. Créez des liens vers des articles approfondissant le sujet. Les termes génériques sans rapport avec le sujet sont à éviter, ainsi que les répétitions de liens vers un même terme.
- Les liens externes sont à placer uniquement dans une section « Liens externes », à la fin de l'article. Ces liens sont à choisir avec parcimonie suivant les règles définies. Si un lien sert de source à l'article, son insertion dans le texte est à faire par les notes de bas de page.
- La présentation des références doit suivre les conventions bibliographiques. Il est recommandé d'utiliser les modèles {{Ouvrage}}, {{Chapitre}}, {{Article}}, {{Lien web}} et/ou {{Bibliographie}}. Le mode d'édition visuel peut mettre en forme automatiquement les références.
- Insérer une infobox (cadre d'informations à droite) n'est pas obligatoire pour parachever la mise en page.

Pour une aide détaillée, merci de consulter Aide:Wikification.
Si vous pensez que ces points ont été résolus, vous pouvez retirer ce bandeau et améliorer la mise en forme d'un autre article.
 (mars 2025).
Pour les articles homonymes, voir Maltère.
Stéphane Maltère est un écrivain et essayiste français, né à Moulins (Allier). Biographe, spécialiste de Pierre Benoit, il reçoit, en 2017, le Prix Pierre-Benoit de l'Académie française.

## Biographie
Après des études de Lettres Modernes à Clermont-Ferrand (Puy-de-Dôme), Stéphane Matère enseigne le français à Abbeville (Somme), puis à Clermont-Ferrand.
Il écrit son premier article dans les Cahiers des Amis de Pierre Benoit, dès 1999. En 2011, il intègre le Comité Pierre-Benoit, créé par les éditions Albin Michel pour marquer le cinquantième anniversaire de la mort de l'écrivain français. À cette occasion, Il publie Pierre Benoit, l'étonnant voyageur. Gérard de Cortanze, qui dirige alors la collection Folio biographies chez Gallimard, lui propose d'écrire sa première biographie, Madame de Sévigné.
En 2012, il commence à rédiger des appareils pédagogiques pour les éditions Magnard,.
En août 2015, il intervient dans l'émission Secrets d'histoire, « La marquise de Sévigné, l'esprit du Grand Siècle ».
Il est vice-président de l'Association des Amis de Pierre Benoit, vice-président de l'Académie des Littératures 1900-1950, membre de l'Association des écrivains combattants (AEC), de l'Association Internationale des Amis de Pierre Loti (AIAPL) et membre des éditions Les Deux Crânes.
Il publie des articles et des critiques dans le Salon littéraire, dans la rubrique « Les Anciens et les Modernes », qu'il partage avec Céline Maltère, mais aussi dans « Le Manoir des Lettres » et dans la revue Littératures & Cie (éditions Christine Bonneton).

## Publications
- Pierre Benoit, l'étonnant voyageur, Albin Michel, 2012  (ISBN 9782226239204)
- Madame de Sévigné[5],[6], Gallimard, Folio biographies, 2013  (ISBN 9782070447404)
- George Orwell[7],[8],[9], Gallimard, Folio biographies, 2015  (ISBN 9782070455386) ; traduction coréenne, George Orwell, vivre comme un écrivain de son temps, Miraebook Publishing Co  (ISBN 9788959894628)
- La Grande Guerre de Pierre Benoit, Les Deux Crânes, 2016 (Prix Pierre-Benoit de l'Académie française, 2017)  (ISBN 9782955585634)
- Scott et Zelda Fitzgerald[10],[11], Gallimard, Folio biographies, 2019  (ISBN 9782072744822)
- Dictionnaire de L'Atlantide de Pierre Benoit, Les Deux Crânes, 2021  (ISBN 9782957511914)
- Esprit de Loti suivi de Les Rêves de Pierre Loti, Les Deux Crânes, 2023  (ISBN 9782957511945)

## Articles

### Cahier des Amis de Pierre Benoit
- Le monde littéraire antique dans L'Atlantide de Pierre Benoit, cahier X, 1999
- Texte et paratexte : l'irradiation mythologique dans quelques romans de Pierre Benoit, cahier XI, 2000
- Erromango et L'Atlantide : deux conceptions fondamentales de l'île, cahier XII, 2001
- La Cène, le Déluge, le Christ, trois exemples d'assimilation partielle du mythe, cahier XII, 2001
- Les mythes dans l'œuvre de Pierre Benoit, cahier XIII, 2002
- Le métier d'écrivain : de quelques avant-textes benoitiens, cahier XIV, 2003
- Les souvenirs de Michel Malet, cahier XVIII
- Une année à la présidence de la Société des Gens de Lettres, cahier XXI
- Le double enlèvement de Pierre Benoit vu par la presse, cahier XXI
- Henri Benoit : correspondance de guerre, photographies et croquis du frère de Pierre Benoit, cahier XXII
- Pierre Benoit et l'Australie, cahier XXV
- Pour saluer Pierre Benoit, coordination et présentation du cahier spécial cinquantenaire de la mort de Pierre Benoit, 2012
- L'héritage critique : Monsieur de La Ferté, cahier XXVI, 2016
- 1917-1920 : publication et réception de Koenigsmark, cahier spécial "Cent ans, et pas une ride !", 2018
- L'héritage critique : Pour Don Carlos, cahier XXX, 2020
- Les Suppliantes, fragments et poèmes inédits, cahier XXX, 2020
- Pour Don Carlos, variétés, cahier XXXI, 2021
- Centenaire de Mademoiselle de la Ferté 1923-2023, coordination du cahier spécial consacré au roman de Pierre Benoit, 2023 (Mademoiselle de la Ferté, naissance d'un chef-d'œuvre ; Mademoiselle de la Ferté : histoire, motifs et références ; Le manuscrit de Mademoiselle de la Ferté ; L'héritage critique : Mademoiselle de la Ferté ; "M. Pierre Benoit a-t-il plagié Atar-Gull ?" ; Les lieux du roman ; Mademoiselle de la Ferté au théâtre ; Mademoiselle de la Ferté au cinéma ; Les différentes éditions de Mademoiselle de la Ferté)
- L'héritage critique : La Châtelaine du Liban, cahier XXXIII, 2024
- La Châtelaine du Liban, variétés, cahier XXXIII, 2024

### Littératures & Cie
- Rencontres : entretiens avec Gérard de Cortanze (n°1), Miguel Bonnefoy (n°3), Dalie Farah (n°4), Martine Reid et Frédéric Maget (n°4), Celia Izoard (n°4)
- Relire : Pierre Benoit, n°1, premier semestre 2022  (ISBN 9782862539768)
- Relire : Les œuvres méconnues de George Orwell, n°2, second semestre 2022  (ISBN 9782862539805)
- Une histoire de plagiat : L'Atlantide de Pierre Benoit, n°2, second semestre 2022  (ISBN 9782862539805)
- Enquête littéraire : Vingt-trois écrivains se livrent, première partie (Jean-Pierre Andrevon, Gilles Antonowitz, Lilian Auzas, Miguel Bonnefoy, Jeanne Cressanges, Jean-Paul Delfino, Stéphanie des Horts, Nicolas d'Estienne d'Orves, Matthieu Falcone, Dalie Farah, Chantal Forêt, Stéphane Héaume, Martine Hermant, Laure Hillerin, Stéphanie Hochet, Stéphanie Janicot, Thomas Louis, Céline Maltère, Amélie Nothomb, Michel Renouard, Jennifer Richard, François Taillandier, Arthur Ténor), n°2, second semestre 2022  (ISBN 9782862539805)
- Enquête littéraire : Vingt-trois écrivains se livrent, seconde partie, n° 3, premier semestre 2023  (ISBN 9782384870035)
- Relire : D'où vient le miracle Pierre Loti?, n°4, second semestre 2023  (ISBN 9782384870042)

### Bulletin de l'Association Internationale des Amis de Pierre Loti
- La mort de Pierre Loti, n°43, 2024
- Les obsèques de Pierre Loti, n° 43, 2024

### Autres
- Ce que nous apprend un manuscrit de Pierre Benoit : le cas de La Sainte Vehme, in Pierre Benoit, maître du roman d'aventures, sous la direction d'Anne Struve-Debeaux, éditions Hermann, 2015  (ISBN 9782705690816)
- Bien des manières de s'aimer, préface à Bien des manières de se fêler, nouvelles de F. S. Fitzgerald, L'Apprentie, 2023
- Madame de Sévigné 1626-1696, écrivaine malgré elle, "Les grandes penseuses", Les grands dossiers des Sciences humaines, n°71, juin-juillet-août 2023
- Barrès et Pierre Benoit, Livr'arbitres, n°43, septembre 2023

## Conférences, tables rondes, émissions
- Les mythes dans l'œuvre de Pierre Benoit (Paris, Académie française, 7 décembre 2002, pour l'Assemblée générale des Amis de Pierre Benoit, "Les regards inhabituels sur Pierre Benoit")
- Madame de Sévigné (France Bleu Pays d'Auvergne, 28 juin 2013, interview de Mylène Baganas)
- La marquise de Sévigné, l'esprit du Grand Siècle (Secrets d'histoire, 18 août 2015)
- George Orwell : vivre-écrire[12] (France Culture, La Compagnie des auteurs, 17 septembre 2018, interview de Matthieu Garigou-Lagrange)
- Pierre Benoit et la Grande Guerre (Paris, 16 février 2019, lycée Victor-Duruy, pour l'Association des Ecrivains Combattants)
- Couples mythiques, couples maudits (table ronde, 24 janvier 2020, Nîmes, Festival de la Biographie, avec Laure Hillerin)
- Regards croisés sur un roman centenaire : Mademoiselle de la Ferté (Dax, 11 février 2023, avec Bernard Vialatte, à l'Atrium, devant la Société de Borda)
- George Orwell, à sa guise (France Culture, Toute une vie[13], 22 avril 2023, avec Jean-Pierre Martin et Jean-Jacques Rosat, interview par Anaïs Kien)
- Entretien autour de Madame de Sévigné et de Pierre Benoit (Radio Campus, Corne de Gazette[14], 28 mai 2023)
- Mademoiselle de la Ferté : un roman plus que centenaire (Gramat, 22 juin 2024, avec Bernard Vialatte)

## Éditions Magnard
À partir de 2012, il rédige les appareils pédagogiques d'ouvrages à destination des collégiens et des lycéens, aux éditions Magnard, dans les collections Classiques & Patrimoine et Classiques & Contemporains.

### Classiques & Patrimoine
- Candide par Voltaire, Magnard, 2013
- Alice au pays des merveilles par Lewis Carroll, Magnard, 2014
- Genres et formes de l'argumentation, anthologie, Magnard, 2015
- Les Deux Horla par Guy de Maupassant, Magnard, 2015
- Traité sur la tolérance par Voltaire, Magnard, 2016
- L'Île des esclaves par Marivaux, Magnard, 2016
- L'Île au trésor par Robert Louis Stevenson, Magnard, 2017
- Le Papa de Simon et 5 autres nouvelles par Guy de Maupassant, Magnard, 2017
- L'Enfant par Jules Vallès, Magnard 2018
- Dictionnaire philosophique portatif par Voltaire, Magnard, 2019
- Fables par Jean de La Fontaine, Magnard, 2019
- Eugénie Grandet par Honoré de Balzac, Magnard, 2020
- Les Fausses Confidences par Marivaux, Magnard, 2020
- Notre-Dame de Paris par Victor Hugo, Magnard, 2021
- Manon Lescaut par l'abbé Prévost, Magnard, 2022
- La Parure et autres nouvelles réalistes à chute par Guy de Maupassant, Magnard, 2023
- Les Trois Mousquetaires par Alexandre Dumas, Magnard, 2023
- Le Horla de Guy de Maupassant et La Chute de la maison Usher d'Edgar Allan Poe, 2024
- La Ferme des animaux de George Orwell, 2024

### Classiques & Contemporains
- Robinson Crusoé par Daniel Defoe, Magnard, 2012
- Arsène Lupin, gentleman cambrioleur par Maurice Leblanc, Magnard, 2013
- Les Croix de bois par Roland Dorgelès, Magnard, 2014
- Mémoires d'un rat par Pierre Chaine, Magnard, 2015
- Bernard Werber présente 20 récits d'anticipation et de science-fiction, anthologie, Magnard, 2016
- Rebecca par Daphné du Maurier, Magnard, 2016
- Les Combustibles par Amélie Nothomb, Magnard, 2017
- Pourquoi aller vers l'inconnu ? 16 récits d'aventures, anthologie, Magnard, 2017
- Edmond par Alexis Michalik, Magnard, 2018
- Au revoir là-haut par Pierre Lemaitre, Magnard, 2020
- De pierre et d'os par Bérengère Cournut, Magnard, 2021
- Dénoncer les travers de la société, anthologie, Magnard, 2021
- Sept nouvelles de la Terre, anthologie, Magnard, 2022
- Mémoire à vif d'un poilu de quinze ans par Arthur Ténor, Magnard, 2023
- 1984 par George Orwell, Magnard, 2023
- Alice, 15 ans, résistante de Sophie Carquain, 2024
- La Planète des singes de Pierre Boulle, 2025
- Robinson Crusoé de Daniel Defoe, 2025

### Autres
- Spécial brevet - Français et Histoire des arts, Magnard, 2015
- Vacances vertes, de la 6e à la 5e, Magnard, 2022
- Mon carnet de lecture, spécial bac, 2de et 1re, Magnard, 2022

## Prix et distinctions
- 2017 : prix Pierre-Benoit de l'Académie française[15]
- 2024 : chevalier dans l'Ordre des Palmes académiques